# Liste von Persönlichkeiten der Stadt Zagreb
Die folgende Liste enthält in der kroatischen Stadt Zagreb geborene sowie mit der Stadt in Verbindung stehende Personen mit einem Artikel in der deutschsprachigen Wikipedia, chronologisch aufgelistet nach dem Geburtsjahr. Die Liste erhebt keinen Anspruch auf Vollständigkeit.

## In Zagreb geborene Personen

### Bis 1850

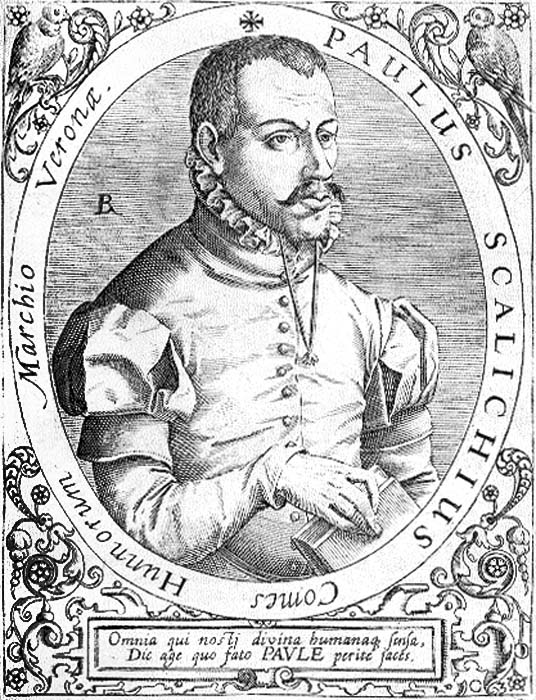
Pavao Skalić,
Erfinder der Enzyklopädie

- Pavao Skalić (1534–1575), Humanist, Mystiker und Erfinder der Enzyklopädie
- Josip Franjo Domin (1754–1819), Erfinder der Elektrotherapie
- Johann Wilhelm Burich von Pournay (1792–1858), k. k. Feldmarschall-Lieutenant und Ritter des Maria-Theresien-Orden
- János Erdődy (1794–1879), ungarischer Politiker und Gouverneur von Fiume
- Antun Mihanović (1796–1861), Poet und Diplomat

### 19. Jahrhundert
- Franz von Kulmer (1806–1853), Adliger
- Dimitrija Demeter (1811–1872), Dichter und Schriftsteller
- Vatroslav Lisinski (1819–1854), Komponist
- Eugen Kvaternik (1825–1871), Politiker
- Mathilde von Marlow (1826–1888), Opernsängerin
- Alois Czedik von Bründlsberg und Eysenberg (1830–1924), Offizier, Eisenbahndirektor und Politiker
- Mária Lebstück (1830–1892), Offizierin und Freiheitskämpferin
- Julius Epstein (1832–1926), Pianist
- Alexander Petter (1832–1905), Apotheker und Museumsdirektor
- Lavoslav Schwarz (1837–1906), Kaufmann
- August Šenoa (1838–1881), Schriftsteller, Kritiker, Herausgeber und Dramaturg
- Mathilde Mallinger (1847–1920), Opernsängerin und Gesangspädagogin
- Maximilian Njegovan (1858–1930), Admiral und Flottenkommandant
- Ludwig Schiviz von Schivizhoffen (1859–1939), österreichischer Verwaltungsbeamter und Genealoge
- Franz von Bayros (1866–1924), Grafiker, Illustrator und Maler
- Franjo Bučar (1866–1946), Schriftsteller und Sportfunktionär; Vater des olympischen Sports in Kroatien
- Albert Sever (1867–1942), Politiker
- Ivo Pilar (1874–1933), Jurist, Politiker, Schriftsteller, Historiker, Rechtsanwalt, Ökonom und Publizist
- Stjepan Podhorsky (1875–1945), Architekt
- Oskar Alexander (1876–1953), Porträt- und Genremaler
- Slavko Kvaternik (1878–1947), Politiker und Offizier
- Mirko Roš (1879–1962), Bauingenieur
- Paula Kalmar-Wolf (1880–1931), österreichische Schachspielerin
- Leo Delitz, auch Leo Spiridion (1882–1966), österreichischer Maler und Grafiker
- Milovan Zoričić (1884–1971), Jurist und Fußballfunktionär
- Ljubo Wiesner (1885–1951), Dichter und Übersetzer
- Egon Caesar Conte Corti (1886–1953), Offizier, Historiker und Schriftsteller
- Rudolf Zistler (1886–1960), österreichisch-ungarischer Rechtsanwalt
- Vera Schwarz (1888–1964), Opernsängerin
- Miroslav Krleža (1893–1981), Schriftsteller
- Ivan Zemljak (1893–1963), Architekt
- Nikola Fink (1894–1968), Zoologe und Hochschullehrer
- Zlatko Baloković (1895–1965), Violinist
- Antun Augustinčić (1900–1979), Bildhauer

### 20. Jahrhundert

#### 1901 bis 1910
- Rudolf Matz (1901–1988), Cellist, Komponist, Dirigent und Lehrer
- Fran Bošnjaković (1902–1993), Physiker
- Jovan Karamata (1902–1967), Mathematiker
- Božidar Kunc (1903–1964), Komponist und Pianist
- Milan Truban (1904–1929), Radrennfahrer
- William Feller (1906–1970), Mathematiker
- Zinka Milanov (1906–1989), Opernsängerin
- Ivana Tomljenović-Meller (1906–1988), Fotografin, Grafikdesignerin und Kunstlehrerin
- Draga Matković (1907–2013), Konzertpianistin
- Nenad Petrović (1907–1989), Schachkomponist
- István Arató (1910–1980), Komponist
- Ernest Bauer (1910–1995), kroatisch-österreichischer Publizist und Politikwissenschaftler
- Eugen Dido Kvaternik (1910–1962), Ustascha-Generalleutnant

#### 1911 bis 1920
- Herbert Alois Kraus (1911–2008), Journalist, Politiker, Manager und Sachbuchautor
- Otto Seitz (1911–1974), General
- Ivo Lhotka-Kalinski (1913–1987), Komponist
- Rudi Supek (1913–1993), Soziologe
- Branco Špoljar (1914–1985), Schauspieler
- Stjepan Šulek (1914–1986), Komponist und Dirigent
- Eugen Pusić (1916–2010), Rechtswissenschaftler, Hochschullehrer und Politiker
- Tvrtko Švob (1917–2008), Biologe
- Mladen Bašić (1917–2012), Pianist und Dirigent
- Miljeva Ypsilanti (1917–2013), Ärztin und Kunstfördererin
- Vladimir Milojčić (1918–1978), Archäologe
- Branimir Sakač (1918–1979), Komponist

#### 1921 bis 1930
- Thomas Fodi (1922–1980), deutscher Politiker (NPD)
- Stjepan Bobek (1923–2010), Fußballspieler und -trainer
- Zlatko Čajkovski (1923–1998), Fußballspieler und -trainer
- Milan Kangrga (1923–2008), Professor
- Vlado Kristl (1923–2004), Filmemacher und Autor
- Vladimir Medar (1923–1978), Schauspieler
- Ivan Snoj (1923–1994), Handballtrainer, -schiedsrichter und -funktionär
- Thea Altaras (1924–2004), Architektin
- Juraj Amšel (1924–1988), Wasserballspieler
- Berislav Klobučar (1924–2014), Dirigent
- Jean Lindenmann (1924–2015), Schweizer Virologe
- Zvonimir Bajsić (1925–1987), Dramatiker, Regisseur und Übersetzer
- Željko Čajkovski (1925–2016), Fußballspieler und -trainer
- Branimir Karabajić (1925–2003), Comiczeichner und -autor
- Mara Kraus (1925–2024), Überlebende des Holocaust, Autorin
- Ivo Malec (1925–2019), französischer Komponist
- Miljenko Prohaska (1925–2014), Bassist, Komponist, Orchesterleiter
- Branka Stilinović (1926–2016), Opernsängerin
- Lea Deutsch (1927–1943), Kinderschauspielerin, Opfer des Nationalsozialismus
- Bernard Vukas (1927–1983), Fußballspieler
- Zdenko Uzorinac (1929–2005), Tischtennisspieler und Journalist
- Branco Weiss (1929–2010), Unternehmer und Mäzen
- Branko Zebec (1929–1988), Fußballspieler und -trainer
- Relja Bašić (1930–2017), Schauspieler und Politiker
- Radoslav Katičić (1930–2019), Sprachwissenschaftler und Historiker

#### 1931 bis 1940
- Melita Švob (* 1931), Biologin und Wissenschaftlerin
- Elma Karlowa (1932–1994), Filmschauspielerin
- Hrvoje Bartolović (1932–2005), Großmeister der Schachkomposition
- Zvonimir Janko (1932–2022), Mathematiker
- Bora Ćosić (* 1932), Schriftsteller
- Tugomir Franc (1932–1983), Opernsänger
- Sylva Koscina (1933–1994), Schauspielerin
- Davor Kajfeš (1934–2024), Pianist, Komponist
- Vlado Stenzel (* 1934), Handballtrainer
- Alfi Kabiljo (1935–2025), Komponist und Dirigent
- Ivica Šerfezi (1935–2004), Schlagersänger
- Vladimir Kranjčević (1936–2020), Dirigent und Professor an der Musikakademie Zagreb
- Ljerka Njerš (* 1937), Keramikerin und Malerin
- Eva Zora (* 1937), Filmeditorin
- Ante Kostelić (* 1938), Handball- und Skitrainer
- Zlatko Šimenc (* 1938), Wasserballspieler
- Branko Bošnjaković (* 1939), Physiker
- Mirjana Irosch (1939–2024), Opern- und Operettensängerin
- Boro Jovanović (1939–2023), Tennisspieler
- Milivoje Marković (1939–2017), Jazzmusiker
- Milan Turković (* 1939), Fagottist und Dirigent
- Ingrid Fickler (* 1940), Juristin und Politikerin

#### 1941 bis 1950

##### 1941
- Vlado Milunić (1941–2022), Architekt
- Tomaž Šalamun (1941–2014), Dichter
- Zlatko Škorić (1941–2019), Fußballspieler

##### 1942
- Ozren Bonačić (* 1942), Wasserballspieler
- Srećko Lipovčan (1942–2009), Publizist, Journalist, Verleger und Universitätsdozent
- Josip Milković (* 1942), Handballspieler und -trainer
- Wendelin Schmidt-Dengler (1942–2008), Literatur- und Sprachwissenschaftler

##### 1943
- Zdravko Hebel (1943–2017), Wasserballspieler
- Zdenko Kobešćak (* 1943), Fußballspieler
- Dunja Vejzovic (* 1943), Opernsängerin
- Albin Vidović (1943–2018), Handballspieler
- Zlatko Žagmešter (* 1943), Handballspieler und -trainer

##### 1944
- Ronald Lopatny (1944–2022), Wasserballspieler
- Miroslav Poljak (1944–2015), Wasserballspieler

##### 1945
- Nenad Bićanić (1945–2016), Bauingenieur
- Mišo Cebalo (1945–2022), Schachgroßmeister
- Sasha D’Arc (* 1945), Schauspieler
- Rada Iveković (* 1945), Philosophin, Indologin und Schriftstellerin
- Ognjen Kraus (* 1945), Mediziner

##### 1946
- Predrag Cvitanović (* 1946), Physiker
- Daša Drndić (1946–2018), Schriftstellerin
- Gvozden Flego (* 1946), Philosoph und Politiker
- Goran Milić (* 1946), Journalist
- Žarko Puhovski (* 1946), Professor
- Dragutin Šurbek (1946–2018), Tischtennisspieler

##### 1948
- Krešimir Ćosić (1948–1995), Basketballspieler
- Eugen Pleško (1948–2020), Radrennfahrer

##### 1949
- Krunoslav Cigoj (1949–2015), Opernsänger
- Radimir Čačić (* 1949), Bauunternehmer und Politiker
- Zlatko Mateša (* 1949), Rechtsanwalt, Sportfunktionär und Politiker

##### 1950
- Božo Bakota (1950–2015), Fußballspieler
- Mladen Baraković (1950–2021), Jazzmusiker
- Sonja Lahnstein-Kandel (* 1950), Initiatorin und Gesellschafterin
- Josipa Lisac (* 1950), Rock-Sängerin
- Sandy Marton (* 1950), Musiker
- Zdenko Zorko (* 1950), Handballspieler und -trainer

#### 1951 bis 1960
- Ivica Todorić (* 1951), Geschäftsmann
- Jasenka Villbrandt (* 1951), Politikerin
- Ingeborg Fülepp (* 1952), Medienkünstlerin, Hochschullehrerin, Kuratorin und Filmeditorin
- Srećko Puntarić (* 1952), Karikaturist und Autor
- Luciano Moše Prelević (* 1953), Rabbiner
- Mirjana Ognjenović (* 1953), italienisch-kroatische Handballspielerin
- Miroslav Nemec (* 1954), Schauspieler
- Damir Andrei (* 1955), kroatisch-kanadischer Schauspieler
- Snješko Cerin (* 1955), Fußballspieler
- Mira Furlan (1955–2021), Schauspielerin
- Mladen Kunstic (* 1955), Bildhauer, Klangkünstler, Maler, Zeichner und Collagist
- Elvira Plenar (* 1955), Pianistin und Komponistin
- Vlado Fumić (* 1956), Radrennfahrer
- Zlatko Kranjčar (1956–2021), Fußballspieler und -trainer
- Velimir Zajec (* 1956), Fußballspieler und -trainer
- Neven Budak (* 1957), Historiker und Präsident des Kroatischen Nationalkomitees für Geschichtswissenschaften
- Ratko Cvetnić (* 1957), Autor
- Ivo Josipović (* 1957), Politiker, Rechtswissenschaftler und Komponist
- Krunoslav Levačić (* 1957), Jazzmusiker
- Ranko Vilović (* 1957), Diplomat
- Renata Waldgoni (1957–2025), Architektin
- Zlatko Pleše (* 1958), Religionswissenschaftler
- Smail Rapic (* 1958), deutscher Philosoph und Professor
- Dubravka Šimonović (* 1958), Rechtswissenschaftlerin und Menschenrechtsexpertin
- Vedran Mornar (* 1959), Politiker
- Ivan Šimonović (* 1959), Rechtswissenschaftler, Politiker und Diplomat
- Adriana Altaras (* 1960), Schauspielerin und Theaterregisseurin
- Damir Keretic (* 1960), deutscher Tennisspieler
- Tomislav Ivković (* 1960), Fußballtorhüter
- Marko Mlinarić (* 1960), Fußballspieler
- Dobroslav Paraga (* 1960), Politiker
- Adnan Terzić (* 1960), Politiker

#### 1961 bis 1970
- Tomislav Paškvalin (* 1961), Wasserballspieler
- Sanja Vejnović (* 1961), Schauspielerin
- Radovan Vlatković (* 1962), Hornist
- Peter Davor (* 1963), Schauspieler
- Nebojša Koharović (* 1963), Diplomat
- Tatjana Šimić (* 1963), Schauspielerin
- Jan von Klewitz (* 1964), Jazzmusiker
- Michael Matijevic (* 1964), Rocksänger
- Saša Nestorović (* 1964), Jazzmusiker
- Goran Prpić (* 1964), Tennisspieler
- Andreja Schneider (* 1964), Sängerin und Schauspielerin
- Dubravka Vukušić (* 1965), Eisschnellläuferin
- Robert Basic (1966–2018), deutscher Blogger und Journalist
- Ivan Đikić (* 1966), Wissenschaftler
- Nikola Jurčević (* 1966), Fußballspieler und -trainer
- Nenad Kljaić (* 1966), Handballspieler und -trainer
- Damir Lukačević (* 1966), Filmregisseur und Drehbuchautor
- Zoran Milanović (* 1966), Politiker
- Dubravko Šimenc (* 1966), Wasserballspieler
- Gordan Bakota (* 1967), Diplomat
- Bruno Orešar (* 1967), Tennisspieler
- Dubravko Pavličić (1967–2012), Fußballspieler
- Zvonimir Soldo (* 1967), Fußballspieler und -trainer
- Asja Valčić (* 1967), Cellistin
- Vlado Papić (* 1968), Fußballspieler
- Željko Mavrović (* 1969), Boxer
- Andrej Panadić (* 1969), Fußballspieler und -trainer
- Barbara Rocco (* 1969), Schauspielerin
- Zoran Dukić (* 1969), klassischer Gitarrist
- Tatiana Cameron (* 1970), Sängerin
- Krešimir Čuljak (* 1970), Ruderer
- Davor Derenčinović (* 1970), Jurist
- Danijel Drilo (* 1970), Musiker
- Nataša Ilić (* 1970), Kuratorin
- Andrej Plenković (* 1970), Politiker
- Richard Steiner, geboren als Vladimir Barišić (* 1970), österreichischer Unternehmer
- Branko Strupar (* 1970), Fußballspieler
- Hrvoje Verzi (* 1970), Leichtathlet
- Ratko Zjača (* ≈1970), Jazzmusiker

#### 1971 bis 1980
- Slađan Ašanin (* 1971), Fußballspieler
- Tomislav Farkaš (* 1971), Handballspieler
- Nicol Ljubić (* 1971), Journalist und Autor
- Nina Badrić (* 1972), Popsängerin
- Anna Baar (* 1973), Schriftstellerin
- Matija Dedić (1973–2025), Jazzmusiker
- Zlatko Hasanbegović (* 1973), Historiker, Aktivist und Politiker
- Igor Jovićević (* 1973), Fußballspieler und -trainer
- Vedran Pavlek (* 1973), Skirennläufer
- Nebojša Slijepčević (* 1973), Filmregisseur und Drehbuchautor
- Željko Vlahović (* 1973), Pianist
- Tomislav Butina (* 1974), Fußballtorhüter
- Vjekoslav Kobeščak (* 1974), Wasserballspieler
- Vladimir Miholjević (* 1974), Radrennfahrer
- Domagoj Špoljar (* 1974), Squashspieler
- Mario Cvitanović (* 1975), Fußballspieler
- Silvio Marić (* 1975), Fußballspieler
- Sabina Sabolović (* 1975), Journalistin und Kuratorin
- Dario Šimić (* 1975), Fußballspieler
- Marijo Strahonja (* 1975), Fußballschiedsrichter
- Nenad Čanak (* 1976), Basketballspieler
- Max Emanuel Cenčić (* 1976), Countertenor und Mezzosopranist
- Mario Galinović (* 1976), Fußballspieler
- Hana Hegedušić (* 1976), Schauspielerin und Synchronsprecherin
- Gordan Kožulj (* 1976), Schwimmer
- Luka Peroš (* 1976), Schauspieler
- Sreto Ristić (* 1976), Fußballspieler
- Silvije Čavlina (* 1977), Fußballtorhüter
- Jurica Golemac (* 1977), Basketballspieler
- Danijel Grgić (* 1977), Handballspieler
- Branko Hucika (* 1977), Fußballspieler
- Iva Majoli (* 1977), Tennisspielerin
- Josip Šimić (* 1977), Fußballspieler
- Igor Bišćan (* 1978), Fußballspieler und -trainer
- Petar Ćiritović (* 1978), Schauspieler
- Igor Kos (* 1978), Handballspieler
- Veljko Žibret (* 1978), Eishockeyspieler
- Igor Jačmenjak (* 1979), Eishockeyspieler
- Ivo Karlović (* 1979), Tennisspieler
- Boris Krčmar (* 1979), Dartspieler
- Kristina Krepela (* 1979), Schauspielerin
- Ivica Kostelić (* 1979), Skirennläufer
- Tamara Perišin (* 1979), Richterin am Gericht der Europäischen Union
- Dominik Sedlar (* 1979), kroatisch-amerikanischer Filmregisseur, Produzent und Drehbuchautor
- Antonija Šola (* 1979), Schauspielerin, Pop-Sängerin und Songwriterin
- Denis Špoljarić (* 1979), Handballspieler
- Krešimir Švigir (* 1979), Eishockeyspieler
- Vedran Zrnić (* 1979), Handballspieler
- Hrvoje Miholjević (* 1979), Radrennfahrer
- Leona Paraminski (* 1979), Schauspielerin
- Hrvoje Banaj (* 1980), Sänger
- Ivica Banović (* 1980), Fußballspieler
- Frane Čačić (* 1980), Fußballspieler
- Jerko Leko (* 1980), Fußballspieler
- Mihael Mikić (* 1980), Fußballspieler
- Ivan Turina (1980–2013), Fußballtorhüter
- Igor Vori (* 1980), Handballspieler und -trainer

#### 1981 bis 1990

##### 1981
- Andrea Bakula (* 1981), Tischtennisspielerin
- Saša Belić (* 1981), Fußballspieler
- Dino Drpić (* 1981), Fußballspieler
- Tomislav Dujmović (* 1981), Fußballspieler
- Ivan Herceg (* 1981), Schauspieler
- Matija Kopajtić (* 1981), Eishockeyspieler

##### 1982
- Igor Barukčić (* 1982), Fußballspieler
- Roko Karanušić (* 1982), Tennisspieler
- Janica Kostelić (* 1982), Skirennläuferin
- Marko Lovrenčić (* 1982), Eishockeyspieler
- Nenad Škrapec (* 1982), Eishockeytorhüter

##### 1983
- Vanja Belić (* 1983), Eishockeyspieler
- Josip Čale (* 1983), Handballspieler
- Alojzije Janković ( 1983), Schachspieler
- Zoran Pribičević (* 1983), Schauspieler
- Ante Tomić (* 1983), Fußballspieler
- Nenad Žugaj (* 1983), Ringer

##### 1984
- Zlatko Horvat (* 1984), Handballspieler
- Andrea Ivančević (* 1984), Hürdenläuferin
- Niko Kranjčar (* 1984), Fußballspieler
- Mensur Mujdža (* 1984), Fußballspieler
- Fran Paškvalin (* 1984), Wasserballspieler
- Tomislav Zanoški (* 1984), kroatisch-kanadischer Eishockeyspieler

##### 1985
- Mario Brkljača (* 1985), Fußballspieler
- Hrvoje Čale (* 1985), Fußballspieler
- Andrea Kobetić (* 1985), Handballspielerin
- Branimir Koloper (* 1985), Handballspieler und -trainer
- Morena Makar (* 1985), Snowboarderin
- Sanda Mamić (* 1985), Tennisspielerin

##### 1986
- Ivana Brkić (* 1986), Dance-, Pop- und House-Sängerin
- Nikolina Horvat (* 1986), Hürdenläuferin
- Janko Kević (* 1986), Handballspieler
- Filip Lončarić (* 1986), Fußballtorhüter
- Ivan Ratkić (* 1986), Skirennläufer
- Tomislav Sulevski (* 1986), Eishockeyspieler
- Natko Zrnčić-Dim (* 1986), Skirennläufer

##### 1987
- Jelena Grubišić (* 1987), Handballspielerin
- Marina Kovačec (* 1987), Biathletin
- Luka Lončar (* 1987), Wasserballspieler
- Marko Petrić (* 1987), Theater- und Filmschauspieler
- Tin Široki (* 1987), Skirennläufer

##### 1988
- Nikki Bohm (* 1988), kroatisch-kanadische Schauspielerin und Filmschaffende
- Ivan Kelava (* 1988), Fußballtorhüter
- Nikola Mektić (* 1988), Tennisspieler
- Michael Novak (* 1988), Eishockeyspieler
- Luka Raković (* 1988), Handballspieler
- Manuel Štrlek (* 1988), Handballspieler

##### 1989
- Milan Badelj (* 1989), Fußballspieler
- Ivana Habazin (* 1989), Profiboxerin
- Ivan Tomečak (* 1989), Fußballspieler
- Miro Varvodić (* 1989), Fußballspieler
- Martina Zubčić (* 1989), Taekwondokämpferin

##### 1990
- Sandra Perković (* 1990), Diskuswerferin
- Ivan Šijan (* 1990), Eishockeyspieler
- Nikša Trstenjak (* 1990), Eishockeyspieler

#### 1991 bis 2000

##### 1991
- Karlo Belak (* 1991), Fußballspieler
- Mislav Blagus (* 1991), Eishockeyspieler
- Josip Ivančić (* 1991), Fußballspieler
- Dominik Kanaet (* 1991), Eishockeyspieler
- Andrej Kramarić (* 1991), Fußballspieler

##### 1992
- Marcelo Brozović (* 1992), Fußballspieler
- Ante Gadža (* 1992), Handballspieler
- Nikola Gatarić (* 1992), Fußballspieler
- Igor Lazić (* 1992), Eishockeyspieler
- Filip Mihaljević (* 1992), Fußballspieler
- Matea Parlov Koštro (* 1992), Leichtathletin

##### 1993
- Luka Mikulić (* 1993), Eishockeyspieler
- Filip Mrzljak (* 1993), Fußballspieler
- Ante Tokić (* 1993), Handballspieler
- Ante Vukičević (* 1993), Wasserballspieler

##### 1994
- Luka Bukić (* 1994), Wasserballspieler
- Robert Janjiš (* 1994), Fußballspieler
- Lovro Jotić (* 1994), Handballspieler
- Tomislav Kušan (* 1994), Handballspieler
- Lovro Mihić (* 1994), Handballspieler

##### 1995
- Zvonimir Babić (* 1995), Tennisspieler
- Davor Ćavar (* 1995), Handballspieler
- Tin Jedvaj (* 1995); Fußballspier
- Josip Juranović (* 1995), Fußballspieler
- Marko Pjaca (* 1995), Fußballspieler
- Ivan Vida (* 1995), Handballspieler
- Luka Vukoja (* 1995), Eishockeyspieler

##### 1996
- Toma Bašić (* 1996), Fußballspieler
- Borna Ćorić (* 1996), Tennisspieler
- Jana Fett (* 1996), Tennisspielerin
- Fran Karačić (* 1996), australisch-kroatischer Fußballspieler
- Bruno Kegalj (* 1996), Eishockeyspieler
- Petar Mamić (* 1996), Fußballspieler
- Martin Marković (* 1996), Leichtathlet
- Ivan Puzić (* 1996), Eishockeyspieler
- Nino Serdarušić (* 1996), Tennisspieler
- Tin Srbić (* 1996), Turner

##### 1997
- Filip Benković (* 1997), Fußballspieler
- Tomislav Severec (* 1997), Handballspieler
- Jan Smolec (* 1997), Eishockeyspieler
- Petar Turković (* 1997), Fußballspieler

##### 1998
- Josip Brekalo (* 1998), Fußballspieler
- Bruno Fičur (* 1998), Eishockeyspieler
- Franko Knez (* 1998), Fußballspieler
- Lovro Majer (* 1998), Fußballspieler
- Petar Musa (* 1998), Fußballspieler
- Borna Sosa (* 1998), kroatisch-deutscher Fußballspieler

##### 1999
- Frane Ninčević (* 1999), Tennisspieler
- Toni Rocak (* 1999), kroatisch-schweizer Basketballspieler
- Dario Špikić  (* 1999), Fußballspieler

##### 2000
- David Čolina (* 2000), Fußballspieler
- Bartol Franjić (* 2000), Fußballspieler
- Ante Ivanković (* 2000), Handballspieler
- Jan Jurčec (* 2000), Fußballspieler
- Karpo Sirotić (* 2000), Handballspieler

### 21. Jahrhundert

#### 2001
- Patrik Dobrić (* 2001), Eishockeyspieler
- Roko Jurišić (* 2001), Fußballspieler
- Antonio Marin (* 2001), Fußballspieler
- Jura Štimac (* 2001), Fußballspieler

#### 2002
- Karla Antunović (* 2002), Volleyballspielerin
- Dion Beljo (* 2002), Fußballspieler
- Joško Gvardiol (* 2002), Fußballspieler
- Jan Kovačec (* 2002), Handballspieler
- Dominik Kuzmanović (* 2002), Handballspieler

#### 2003
- Bartol Barišić (* 2003), Fußballspieler
- Ante Bebek (* 2003), Eishockeyspieler
- Mia Brkić (* 2003), Handballspielerin
- Lara Burić (* 2003), Handballspielerin
- Niko Cavlović (* 2003), Eishockeyspieler
- Alex Dimitrijević (* 2003), Eishockeyspieler
- Tomislav Duvnjak (* 2003), Fußballspieler
- Vito Idžan (* 2003), Eishockeyspieler
- Lukas Kačavenda (* 2003), Fußballspieler
- Mario Matković (* 2003), Fußballspieler
- Art Smakaj (* 2003), kosovarischer Fußballspieler

#### 2004
- Lorian Bezuk (* 2004), Eishockeyspieler
- Lucija Grd (* 2004), Hürdenläuferin
- Zrinka Ljutić (* 2004), Skirennläuferin
- Karlo Marinković (* 2004), Eishockeyspieler
- Matea Marinković (* 2004), Eishockeyspielerin
- Dominik Prpić (* 2004), Fußballspieler

#### 2005
- Petra Marčinko (* 2005), Tennisspielerin

#### 2006
- Bruno Idžan (* 2006), Eishockeyspieler
- Lara Jurčić (* 2006), Sprinterin
- Vita Penezić (* 2006), Sprinterin
- Katja Vuković (* 2006), Handballspielerin

### Geburtsjahr unbekannt
- Ana Dević, Kuratorin

## Weitere Personen, die mit der Stadt in Verbindung stehen
- Ivana Brlić-Mažuranić (1874–1938), kroatische Kinderbuchautorin
- Rudolf von Chavanne (1850–1936), K.u.K. Korpskommandant des XIII. Armee-Korps und kommandierender General in Agram/Zagreb 1906–07
- Siegfried Kasche (1903–1947), deutscher SA-Obergruppenführer und Gesandter I. Klasse in Zagreb
- Antun Branko Šimić (1898–1925), kroatischer Schriftsteller
- Iva Zabkar (* im 20. Jahrhundert in Zagreb), österreichische Komponistin und Sound Designerin